# مینولتا ۷۰۰۰آی
مینولتا ۷۰۰۰آی (به انگلیسی: Minolta 7000i) یک دوربین عکاسی ساخت شرکت مینولتا است.